# سيكامبريون

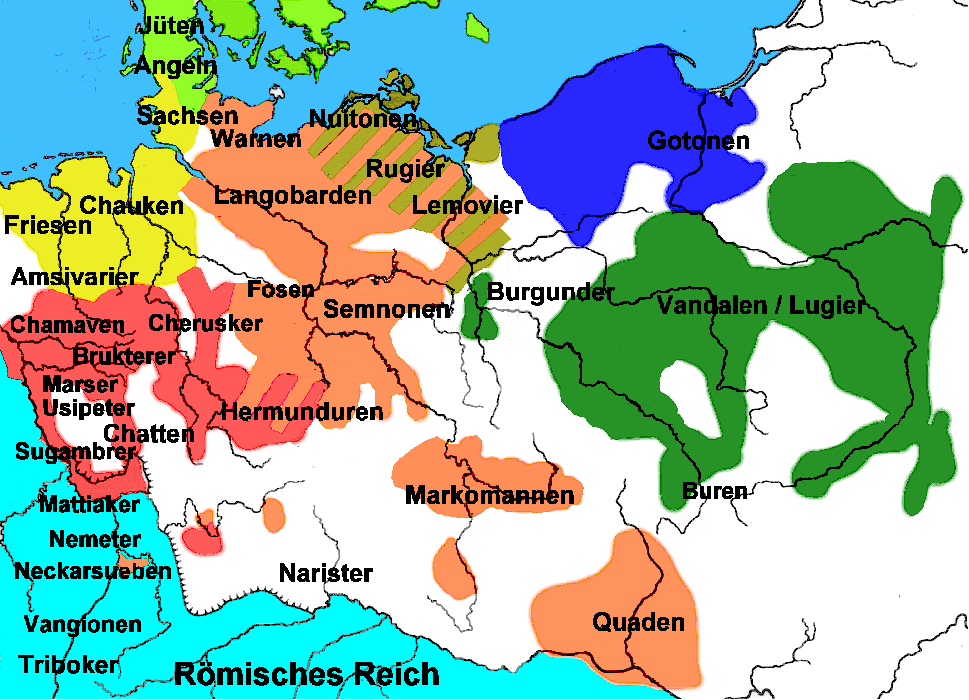

سيكامبريون كانت قبيلة جرمانية تعيش على الضفة اليمنى لنهر الراين، حيث يخرج حاليًا من ألمانيا نحو هولندا وذلك في مطلع الألفية الأولى. نشأت القبيلة في منطقة اتصال جرمانية كلتية وكانوا يعيشون في المنطقة حتى سيطرة الفرنجة في القرن الثالث. ارتبط ذكرهم بالساليين الفرنكونيين.